# أمريكو بونيتي
أمريكو بونيتي (بالإسبانية: Américo Bonetti)‏ (22 أبريل 1928 – 14 يونيو 1999) هو ملاكم أرجنتيني راحل، مثّل بلاده في الألعاب الأولمبية الصيفية 1952.

## روابط خارجية
أمريكو بونيتي على موقع أوليمبيديا (الإنجليزية)